# 14-й гонведный Нитрянский пехотный полк
14-й гонведный Нитрянский пехотный полк (венг. Nyitrai 14. honvéd gyalogezred, нем. Nyitraer Landwehr-Infanterieregiment Nr. 14) — пехотный полк Королевского венгерского гонведа вооружённых сил Австро-Венгрии.

## История
Полк образован в 1886 году. Штаб — Нитра. Полковой цвет — серый с золотом. Этнический состав полка по состоянию на 1914 год: 85% — словаки. 1-й и 3-й батальон полка размещались в Нитре, 2-й — в Левице.
В 1914 году полк в составе 74-й пехотной бригады, 37-й пехотной дивизии гонведа и 5-го корпуса 1-й армии Австро-Венгрии участвовал в Первой мировой войне на Восточном фронте.

## В культуре
В романе Ярослава Гашека «Похождения бравого солдата Швейка» рассказывается, что маршевый батальон 14-го гонведного полка проехал станцию Требишов ночью, однако не знавшие об этом ветераны полка, употреблявшие слишком много алкоголя, выходят рано утром встречать маршевый батальон 91-го полка, приняв его за батальон 14-го.